# Alexandre Flanquart
Alexandre Flanquart (Cambrai, 9 de octubre de 1989) es un jugador francés de rugby que se desempeña como segunda línea.

## Selección nacional
Fue convocado a Les Bleus por primera vez en junio de 2013 para enfrentar a los All Blacks. En total lleva jugados 22 partidos y aún no marcó puntos.

### Participaciones en Copas del Mundo
Participó de Copa del Mundo de Inglaterra 2015 donde fue suplente de su compañero de equipo Pascal Papé y por lo que solo jugó tres partidos de fase de grupos.
| Mundial                       | Sede       | Resultado        | PJ | Tries |
| ----------------------------- | ---------- | ---------------- | -- | ----- |
| Copa Mundial de Rugby de 2015 | Inglaterra | Cuartos de final | 3  | 0     |

## Palmarés
- Campeón de la Copa Desafío de 2016–17.
- Campeón del Top 14 de 2014–15.